# (11341) Babbage
(11341) Babbage ist ein Asteroid des Hauptgürtels, der am 3. Dezember 1996 vom italoamerikanischen Astronomen Paul G. Comba am Prescott-Observatorium entdeckt wurde.
Benannt wurde er zu Ehren des englischen Mathematikers und Erfinders Charles Babbage, der mit seinem Entwurf der mechanischen Rechenmaschine Analytical Engine den Vorläufer des modernen Computers schuf.